# آشکارساز فاز
آشکارساز فاز یک میکسر یا ضرب‌کننده آنالوگ است که سیگنالی متناسب با تفاوت دو فاز ورودی می‌سازد. آشکارساز فاز یکی از اساسی‌ترین عناصر حلقه قفل شده فاز است.
آشکارسازی فاز در بسیاری از موارد، همچون کنترل موتور، مکانیزم فرمانیار و دمدولاسیون، امری بسیار مهم است.

## آشکارساز با گیت XOR
انواع مختلفی از آشکارساز فاز بسته به کاربرد وجود دارد. یک گیت XOR می‌تواند به عنوان یک آشکارساز فاز بکار رود
زمانی که دو سیگنال ورودی XOR از لحاظ فرکانس یا فاز کاملاً مساوی باشد، خروجی آشکارساز فاز صفر خواهد بود، حتی با یک درجه اختلاف فاز خروجی گیت XOR یک می‌شود که دیوتی سایکل خروجی برابر ۳۶۰/۲ در سیکل است. زمانی که اختلاف فاز ۱۸۰ درجه باشد خروجی از حالت متناوب خارج شده و به صورت ممتد یک می‌شود.